# 22627 Aviscardi
22627 Aviscardi este un asteroid din centura principală de asteroizi.

## Descriere
22627 Aviscardi este un asteroid din centura principală de asteroizi. A fost descoperit pe 22 mai 1998 la Socorro, New Mexico, în cadrul proiectului LINEAR. Asteroidul prezintă o orbită caracterizată de o semiaxă mare de 2,21 ua, o excentricitate de 0,15 și o înclinație de 0,7° în raport cu ecliptica.